# Grand Plaisir
Grand Plaisir est un centre commercial français situé dans la commune de Plaisir, dans le département des Yvelines. Le centre est composé d'un hypermarché Auchan de 15 000m² et d'une galerie de 65 boutiques.
Le centre ouvre en 1977 avec une galerie de vingt boutiques, il est agrandi une première fois en 1987 avec l'ajout de vingt boutiques supplémentaires .
En 2007 le centre est agrandi de près de 6 700 m². Trente commerces supplémentaires de diverses enseignes, parmi celle-ci Zara, H&m ou encore C&A ouvrent. Le parking est également agrandi de 850 places. Immochan, le promoteur, investi 25 millions d'euros dans cet agrandissement .
En 2020, les principales locomotives du centre commercial, comme Zara et H&m déménage à Mon Grand Plaisir.
En 2022, le centre commercial est rénové pour faire face à la concurrence du centre commercial Mon Grand Plaisir. Une passerelle piétonne relie d'ailleurs les deux centre commerciaux.